# Centre finlandais des pensions de retraite
Le Centre finlandais des pensions de retraite (finnois : Eläketurvakeskus, sigle ETK) est un organisme statutaire de coopération, d'expertise et de fourniture services pour la mise en œuvre et le développement de la sécurité des pensions professionnelles.

## Présentation
L'ETK est régi par la loi, mais il ne fait pas partie de l'administration publique. 
Ses activités sont financées par les cotisations de retraite professionnelle.
Les activités de l'ETK comprennent la gestion des registres centraux du régime des pensions de retraite professionnelle, la recherche, les statistiques et la répartition des responsabilités entre les institutions de retraite professionnelle. 
En outre, l'ETK fournit des services de planification, de formation et de communication et aide à la préparation des réglementations. 
Le centre donne des conseils sur les pensions professionnelkes et vérifie que les employeurs ont souscrit une assurance retraite pour leurs employés.
Le Centre finlandais pour les pensions est un organisme de liaison international, c'est-à-dire qu'il transmet toutes les demandes des résidents finlandais cherchant une retraite à l'étranger et décide, pour ceux qui travaillent dans les pays de l'Union européenne et de l'Espace économique européen et les pays ayant des accords de sécurité sociale avec la Finlande, si la législation finlandaise en matière de sécurité sociale s'applique à eux,.